# Mussolet rovellat
El mussolet rovellat (Glaucidium brasilianum) és una espècie d'ocell de la família dels estrígids (Strigidae). Habita selva, bosc i matolls des del sud d'Arizona, Sonora, Chihuahua i Nuevo León, cap al sud, a través d'Amèrica Central i del Sud, per l'est dels Andes a tot l'ample del continent fins a l'Uruguai i el nord de l'Argentina. El seu estat de conservació es considera de risc mínim.